# Lensy Debboudt
Lensy Debboudt, née le 20 septembre 1977 à Zottegem en Flandre-Orientale, est une coureuse cycliste belge, membre de l'équipe Keukens Redant.

## Palmarès sur route

### Palmarès par années
- 2000
  - 2e du championnat de Belgique sur route
  - 3e du championnat de Flandre-Orientale du contre-la-montre
- 2006
  - Championne de Flandre-Orientale du contre-la-montre
- 2007
  - Championne de Flandre-Orientale du contre-la-montre
  - 4e du championnat de Belgique sur route
- 2008
  - 2e du championnat de Flandre-Orientale du contre-la-montre
- 2009
  - 3e de la Flèche hesbignonne
- 2011
  - 2e du championnat du Brabant flamand sur route
  - 3e du championnat de Belgique sur route
- 2015
  - 4e du championnat de Belgique sur route

### Classements mondiaux
| Année                                 | 2011 | 2012 | 2013 | 2014 | 2015 |
| ------------------------------------- | ---- | ---- | ---- | ---- | ---- |
| Classement UCI                        | 140e | 274e | nc   | nc   | 508e |
|                                       |      |      |      |      |      |
| Légende : nc = non classéSource : UCI |      |      |      |      |      |

## Palmarès sur piste

### Palmarès par années
- 1996
  - 2e du championnat de Belgique de l'omnium